# La belle dame sans merci
La Belle Dame sans Merci és un llibre de poesia d'Alain Chartier, publicat el 1424 i traduït al català per fra Francesc Oliver quatre anys més tard. El 2025 se'n va publicar una nova edició crítica per Marta Marfany. La crítica Sofia Vilella Pujol en diu: «Sempre és fascinant que una història del segle XV ens parli d’experiències que encara són tan quotidianes».

## Argument
L'obra consta de cent estrofes de versos octosíl·labs que formen un poema narratiu en què el protagonista, trist perquè no té estimada, cavalca i veu un grup cantant i dinant al bosc; allí hi ha un personatge vestit de negre, pàl·lid i magre que esguarda tímidament una de les dames. L'autor observa d'amagat el grup i veu com, després de dinar, l'enamorat de negre se separa i parla amb la seva dama, que sense cap mena de mercè el rebutja sense contemplació. El protagonista, que ha escoltat d'amagat la història, al cap de poc de temps s'assabenta que el noi vestit de negre es va morir de pena i acaba exhortant les dames per tal que no siguin tan cruels amb els seus amants.

## Recepció de l'obra
Les dames de l'època van jutjar i condemnar Alain Chartier a no ser mai estimat per cap dona, cosa que va obligar l'autor a retractar-se. A partir d'aquesta qüestió, es van fer molts textos a favor i en contra de les dames, un gènere que, de fet, ja es cultivava abundosament a l'edat mitjana.
Tot i això, es tracta del llibre de més èxit de l'autor, ja que va traspassar fronteres i va ser traduït a molts llengües pocs anys després de la seva aparició. L'èxit de l'obra rau en el fet que la dama és distant, freda i culpable davant la dissort del seu amant, que mor sense que a ella l'afecti en absolut. Va trobar ressò, entre d'altres en poemes d’Ausiàs March, Pere Torroella i Ramon Llull.

## Valoració
El motiu de la dama despietada i l'amant trist era molt recurrent en la lírica hereva dels trobadors (sobretot, la francesa i la catalana). La singularitat d'Alain Chartier és que dugué aquesta situació fins a les últimes conseqüències: la mort de l'amant que no pot suportar la manca de pietat de la dama. L'escàndol que provocà té l'origen en el fet que, pel fet d'haver mort desesperat l'amant, la seva ànima quedava condemnada, i la dama esdevenia culpable de la condemna eterna de l'enamorat.